# Drisht
Drisht (albanisch auch Drishti) ist ein Ort in der Bashkia Shkodra in Nordalbanien. Er besteht aus zwei Teilen: dem heutigen Dorf Drisht am südlichen Flussufer des Kir und dem Burghügel Kalaja östlich davon. Kalaja (albanisch für „Burg“, „Festung“) beherbergt den alten Ortskern sowie darüber die Ruinen der Stadt Drivasto (im Mittelalter auch Drivastum genannt). Es handelt sich um eine perfekte Höhenbefestigung, da der steile Burghügel auch vom Fluss und im Süden von einem Bach umgeben ist.
Drisht liegt etwa zwölf Kilometer östlich von Shkodra am Eingang zum Bergland Dukagjin. Bis zu Beginn des 20. Jahrhunderts verlief durch den Ort dem Kir entlang die Handelsroute Shkodra–Kosovo.

## Geschichte
Die frühesten Spuren der Befestigungen gehen in die Jungsteinzeit zurück. Auch Römer siedelten dort.
Im 10. Jahrhundert war die Burg Teil der Befestigungsanlagen des Königreichs Diokletien in der Diözese Bar. Die Ruinen einer Dreikonchenkirche werden ins 11. oder 12. Jahrhundert datiert. 1184 wurde die Stadt von Stefan Nemanja erobert.
Die Festungsanlagen wurden im 10. Jahrhundert während der Byzantinischen Herrschaft gebaut und wohl im 13. und 14. Jahrhundert verstärkt. Die Stadtmauer hatte zwei Tore und mehrere Türme. An der höchsten Stelle befand sich eine Burg. Im 14. Jahrhundert, nach dem Zerfall des Zarenreichs der Nemanjić, wurde Drivastum von Shkodra unabhängig, als die Stadt in ihrer Blüte stand. 1396 übergaben die Balšić die Stadt der Republik Venedig, die sie aber nicht dauerhaft halten konnten. Die erhaltenen Mauern und Türme datieren auf die Jahre 1396 bis 1478 während der venezianischen Ära. 1442 haben venezianische Einheiten die Burg dem serbischen Despoten Đurađ Branković entrissen. Bald übernahm Skanderbeg die Herrschaft. Schließlich fiel Drivasto an die Osmanen während der heftigen Schlacht von Shkodra im Jahre 1478.
Unter den Osmanen war die Festung bedeutungslos und zu einem kleinen Dorf verkommen.

## Bevölkerung
Aktuell stehen noch elf Häuser innerhalb der Burgmauern. Der Ort wird Kala (Burg) genannt. Es gibt eine über 400 Jahre alte Moschee aus osmanischer Zeit. Es werden Gebete abgehalten, allerdings fehlt der Moschee ein Imam. Sämtliche Häuser des Ortes sind von ethnischen Türken muslimischen Glaubens bevölkert, allerdings sprechen die Jüngeren im Gegensatz zu den Älteren kein Türkisch mehr.

## Religion
Nach Drisht ist das Titularbistum Drivastum benannt. Der Vatikan arbeitet gemeinsam mit der katholischen Kirche in Albanien an Plänen, die historische osmanische Moschee durch eine Kirche zu ersetzen. Als Begründung wird angegeben, dass die Moschee vor 600 Jahren auf Fundamenten einer früheren Kirche errichtet worden sei, allerdings liegen dafür keine Beweise vor.